# Nicolas Kummert
Nicolas Kummert (Namen, 12 maart 1979) is een Belgische jazz-saxofonist, zanger en componist.
Kummert studeerde in 2001 af aan het Koninklijk Conservatorium van Brussel, waar hij onder meer les had van Jeroen van Herzeele. Ook kreeg hij les van Fabrizio Cassol. In 2003 kreeg hij de Django d'Or in de categorie 'beste jonge talent'. Hij speelde en nam op met onder meer het kwartet van Alexi Tuomarila, de groep van Karl Jannuska, Groove THing van Jef Neve, Yves Peeters, Qu4tre en Pierre Van Dormael. Ook werkte hij met Afrikaanse zangers (zoals Manu Dibango) en DJ's.
In 2010 kwam de eerste cd van zijn groep 'Voices' uit, waarin hij met Hervé Samb en Nicolas Thys onder meer poëtische teksten zingt en reciteert in een setting van jazzimprovisatie en Afrikaanse grooves, funk en dubs. Onder de nummers bevinden zich enkele covers, bijvoorbeeld van "(They Long to Be) Close to You" (bekend van de Carpenters en "Monk's Dream" van Thelonious Monk.

## Discografie
- One, Prova records, 2010